# Boulogne-sur-Mer
Boulogne-sur-Mer je gradić u Francuskoj u departmanu Pas-de-Calais u regiji Nord-Pas de Calais.
Po podatcima iz 2009. godine broj stanovnika u mjestu je bilo 43.310, a gustoća naseljenosti je iznosila 5,144 stan./km².

## Vanjske poveznice
- Službena stranica grada (fr.)

|  | Portal Francuske – Pristup člancima s tematikom o Francuskoj. |